# Grüningen
Grüningen (toponimo tedesco) è un comune svizzero di 3 401 abitanti del Canton Zurigo, nel distretto di Hinwil; ha lo status di città.

## Storia
Dal 2022 il borgo, grazie alla sua particolare bellezza architettonica, la sua storia e la posizione privilegiata in cui si trova, è entrato a far parte dell'associazione "I borghi più belli della Svizzera".

## Monumenti e luoghi d'interesse

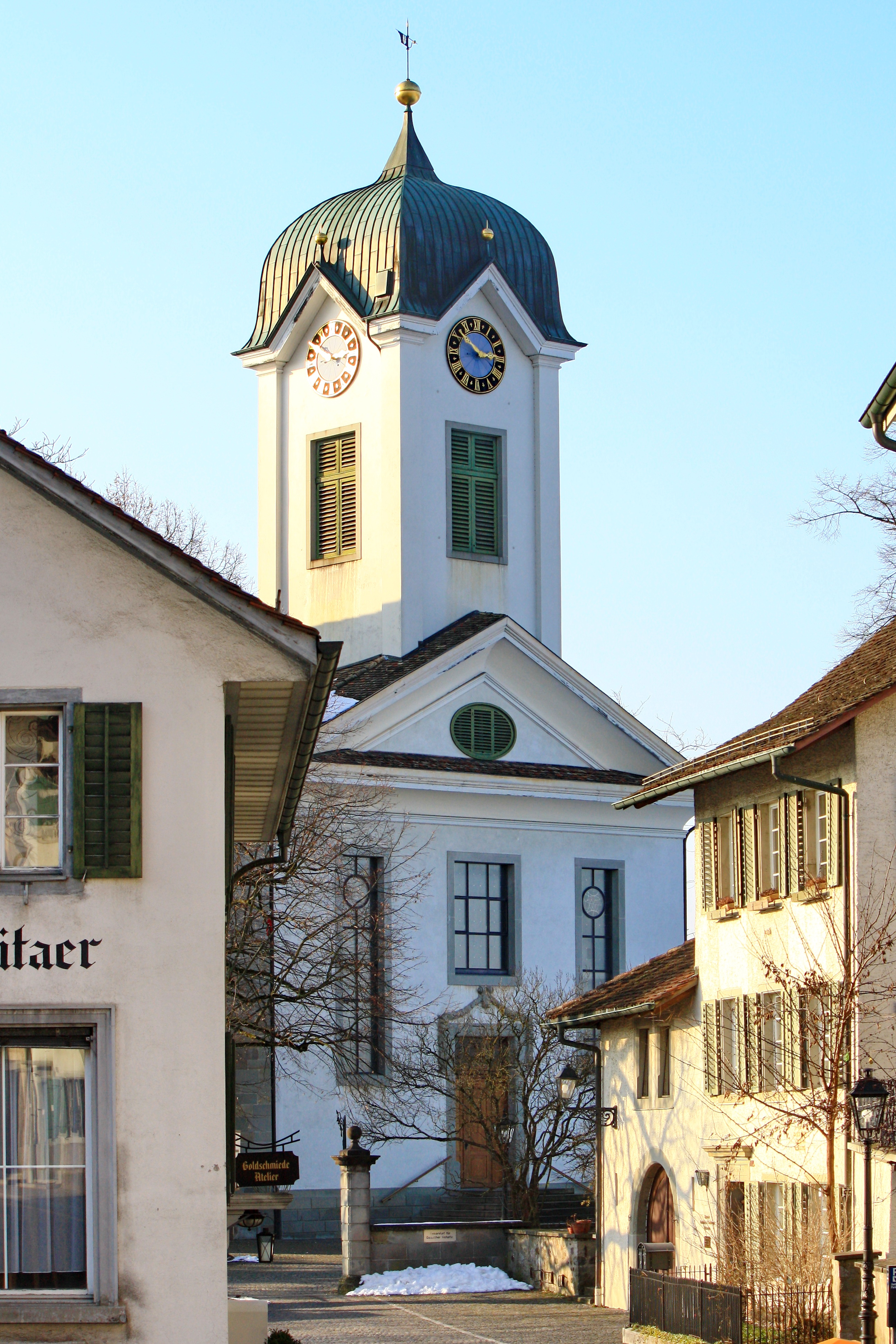
La chiesa riformata

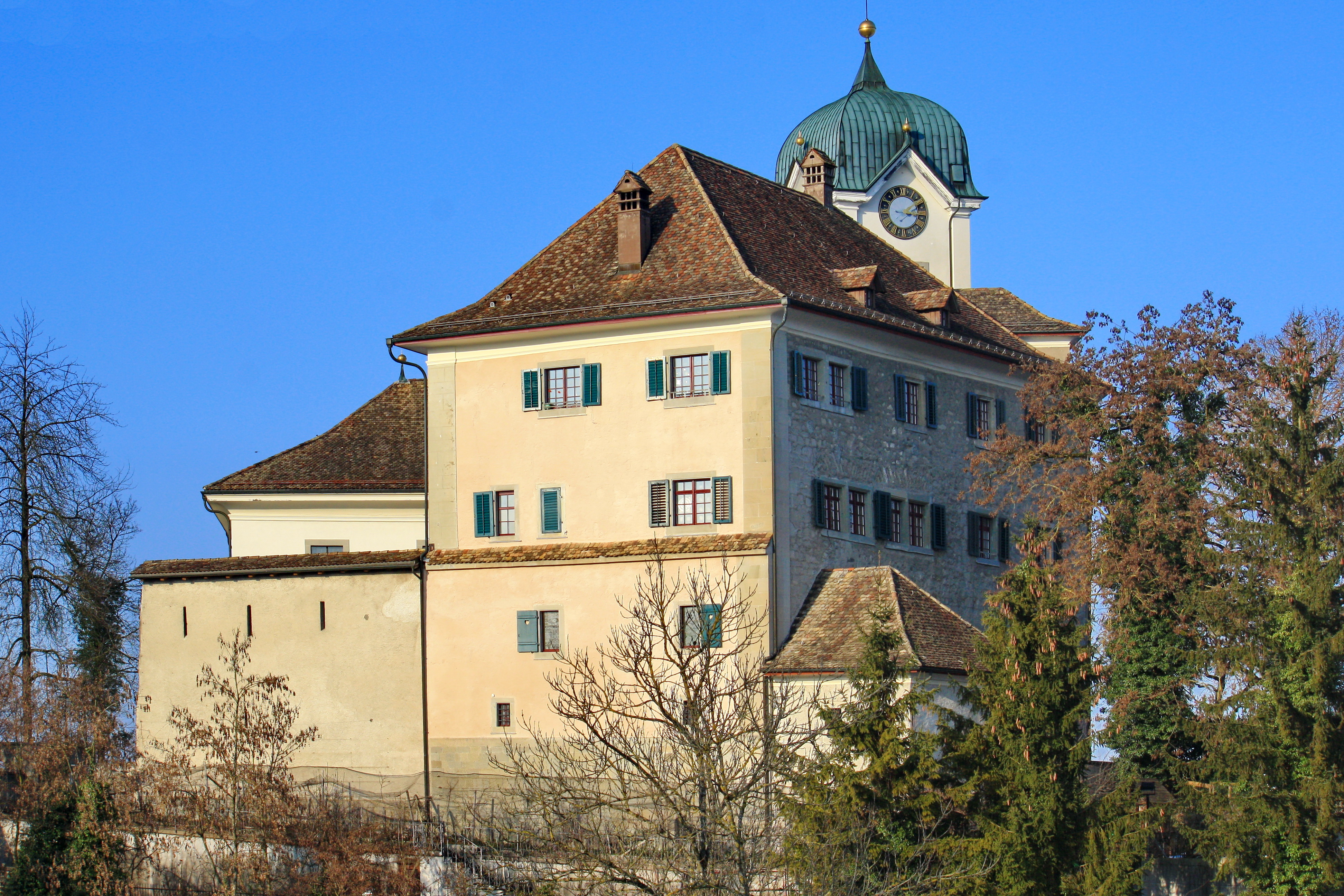
Il castello di Grüningen

- Chiesa riformata, eretta nel 1396 e ricostruita nel 1977[1];
- Castello di Grüningen, attestato dal 1229 e ricostruito nel 1977[1].

## Società

### Evoluzione demografica
L'evoluzione demografica è riportata nella seguente tabella:
Abitanti censiti

## Amministrazione
Ogni famiglia originaria del luogo fa parte del cosiddetto comune patriziale e ha la responsabilità della manutenzione di ogni bene ricadente all'interno dei confini del comune.